# Hambüren Challenger
L'Hambüren Challenger è stato un torneo professionistico di tennis giocato su campi in sintetico indoor. Faceva parte dell'ATP Challenger Series. Si giocava annualmente a Hambüren, in Germania.

## Albo d'oro

### Singolare
| Anno | Campione         | Finalista       | Punteggio |
| ---- | ---------------- | --------------- | --------- |
| 1996 | Jens Knippschild | Nicolas Kiefer  | 7–6, 6–1  |
| 1995 | Ján Krošlák      | Chris Wilkinson | 7–6, 6–3  |

### Doppio
| Anno | Campioni                     | Finalisti                     | Punteggio |
| ---- | ---------------------------- | ----------------------------- | --------- |
| 1996 | Jim Pugh Joost Winnink       | Lorenzo Manta Lars Rehmann    | 7–5, 7–5  |
| 1995 | Bret Garnett T. J. Middleton | Brent Larkham Chris Wilkinson | 6–2, 3–0  |